# Membranipora hyadesi
Membranipora hyadesi är en mossdjursart som beskrevs av Jullien 1888. Membranipora hyadesi ingår i släktet Membranipora och familjen Membraniporidae. Inga underarter finns listade i Catalogue of Life.